# Aptenopedes rufovittata
Aptenopedes rufovittata är en insektsart som beskrevs av Scudder, S.H. 1878. Aptenopedes rufovittata ingår i släktet Aptenopedes och familjen gräshoppor. Inga underarter finns listade i Catalogue of Life.